# Shampain
"Shampain" é uma canção da artista musical galesa Marina and the Diamonds contida em seu álbum de estréia The Family Jewels (2010). A faixa foi composta e produzida por Pascal Gabriel e Liam Howe com auxílio na escrita por Diamandis e na produção por Richard Stannard. Foi lançada como quinto single do disco em 22 de outubro de 2010.

## Faixas e formatos
| Extended play (EP) digital do Reino Unido |                                                |         |  |
| N.º                                       | Título                                         | Duração |  |
| 1.                                        | "Shampain"                                     | 3:09    |  |
| 2.                                        | "Shampain" (acústico)                          | 3:45    |  |
| 3.                                        | "Shampain" (Fred Falke Remix)                  | 6:57    |  |
| 4.                                        | "Shampain" (Pictureplane's Deep Dolphin Remix) | 3:34    |  |
| 5.                                        | "Shampain" (The Last Skeptik Remix)            | 5:51    |  |

## Desempenho nas tabelas musicais

### Posições
| Tabela musical (2010)          | Melhor posição |
| ------------------------------ | -------------- |
| Reino Unido - UK Singles Chart | 141            |